# Gerd Wieber
Gerd Wieber (* 13. Juli 1970 in Karlsruhe) ist ehemaliger deutscher Radrennfahrer.

## Sportliche Laufbahn
Die größten Erfolge feierte Gerd Wieber als Bahnradsportler. 1991 wurde er in Cottbus gemeinsam mit Patrick Billian deutscher Meister im Zweier-Mannschaftsfahren der Amateure.   Seine sportliche Karriere begann beim RV Badenia Linkenheim. Die nächsten Stationen waren dann beim RSV Edelweiß Oberhausen und der RSG Böblingen.

## Berufliches
Hauptberuflich ist Gerd Wieber seit 2008 bei der HEAG Holding AG in Darmstadt beschäftigt und dort Prokurist.

## Ehrenamtliches Engagement
Gerd Wieber wurde 2010 als ehrenamtlicher Geschäftsführer der Bürgerstiftung Darmstadt bestellt. Er unterstützte dabei die Neuausrichtung der Stiftung und verantwortete verschiedene Projekte. Hierzu zählt auch, Personen und Organisationen die Möglichkeit zu geben, bei der Bürgerstiftung Pate zu werden.